# Massimo Quezel

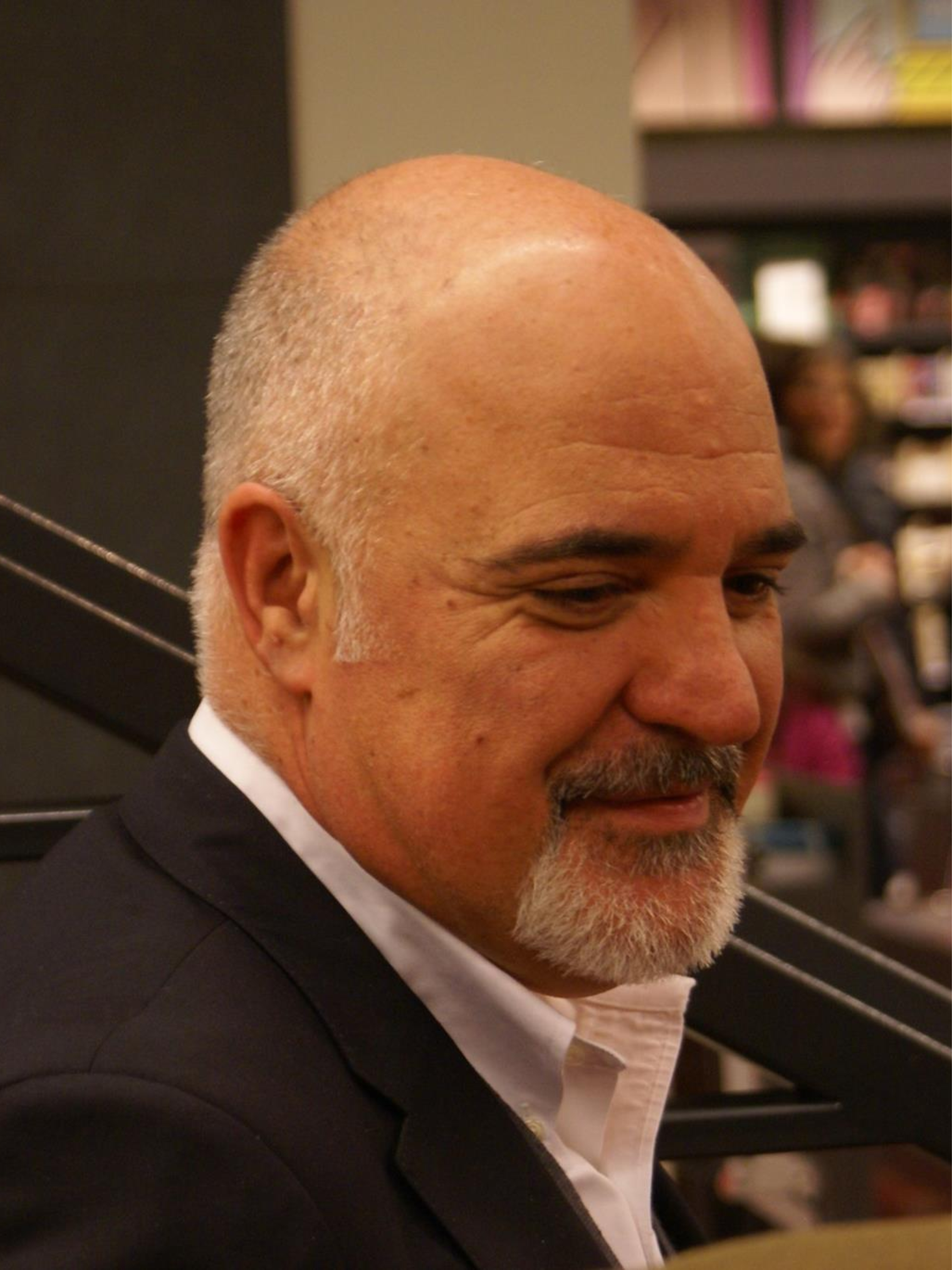
Massimo Quezel

Massimo Quezel (Padova, 29 ottobre 1965) è uno scrittore e imprenditore italiano.

## Biografia
Ex liquidatore presso una primaria compagnia di assicurazioni americana, svolge la professione di consulente in infortunistica dal 1997, attività grazie alla quale impara ben presto a conoscere il mondo assicurativo, con particolare riferimento alla fase della liquidazione del danno.
Nel 1998 inizia una esperienza decennale come responsabile ispettorato sinistri e liquidazione danni.

Nel 2000 fonda un network di studi professionali operanti nel settore della consulenza in infortunistica, operante in tutto il territorio nazionale mediante la formula del franchising network, occupandosi personalmente della formazione e della preparazione professionale dei consulenti che ne fanno parte.
Nel 2016, grazie all'esperienza maturata in quasi vent'anni di carriera, pubblica con Chiarelettere il libro Assicurazione a delinquere, dove descrive il mondo assicurativo raccontando diversi casi gestiti personalmente.
Il libro suscita l'interesse di diverse trasmissioni televisive in onda sulle reti nazionali, presso le quali Massimo Quezel viene ospitato, come Tagadà, Ballarò, Pane Quotidiano, Presadiretta, Sabato In, La Gabbia e L'aria che tira.

Nel 2017 è coautore, insieme a Francesco Carraro, del libro Il risarcimento del danno nell'infortunistica stradale per Maggioli Editore, giunto alla terza edizione nel 2025.

Nel 2018, sempre per la casa editrice Chiarelettere pubblica il libro Salute S.p.A. - la sanità svenduta alle assicurazioni, scritto a quattro mani con Francesco Carraro. L'opera viene presentata al pubblico il 26 marzo 2018 a Milano da Peter Gomez e pubblicata in seconda edizione nel 2020 con un nuovo capitolo dedicato all'emergenza COVID-19.
Nel 2023 pubblica Malassicurazione, nuovo capitolo dell'inchiesta sul mondo assicurativo, in particolare con riferimento al sistema risarcitorio italiano e ideale prosecuzione del suo primo libro. Il 19 dicembre 2023 l'opera viene presentata dall'autore presso la Camera dei Deputati, su iniziativa dell'onorevole Chiara La Porta.
È autore di un blog sulla testata online Il Fatto Quotidiano e su LeggiOggi.
Iscritto nell’Elenco Speciale dell’Ordine dei Giornalisti del Veneto, ricopre il ruolo di direttore responsabile del trimestrale BluNews, rivista di approfondimento sul mondo del risarcimento del danno (registrazione presso il Tribunale di Padova, n. 1832 del 3 febbraio 2003).

È opinionista nel programma televisivo condotto da Vito Monaco Notizie Oggi, in onda sull'emittente televisiva Canale Italia.
Da novembre 2021 è coautore della trasmissione televisiva Sotto l'Iceberg, condotta da Francesco Carraro, in onda sull'emittente ByoBlu TV.

## Pubblicazioni
- Assicurazione a delinquere, Chiarelettere (2016)
- Il risarcimento del danno nell'infortunistica stradale (terza edizione), Maggioli Editore (2025)
- Salute S.p.A. - la sanità svenduta alle assicurazioni, Chiarelettere (2018)
- Salute S.p.A. - Covid-19 ultima chiamata per il sistema sanitario, (seconda edizione) Chiarelettere (2020)
- Malassicurazione - ByoBlu Editore (2023)